# Aliança do Tocantins
Aliança do Tocantins – miasto i gmina w Brazylii, w stanie Tocantins. Znajduje się w mezoregionie Ocidental do Tocantins i mikroregionie Gurupi, 200 km od stolicy stanu Palmas.